# Heraion di Olimpia
L'Heràion di Olimpia è un tempio greco eretto intorno al 600 a.C. Si tratta di uno dei più antichi templi dorici, uno dei primi peripteri e sicuramente il più antico con dei resti ancora leggibili e capaci di far comprendere la conformazione generale dell'edificio, anche in alzato.
È stato uno dei primi edifici costruiti presso il santuario di Zeus ad Olimpia. L'edificio è localizzato nella parte nord del recinto dell'area sacra della città e fu dedicato ad Era, una delle divinità più importanti della religione greca, anche se è probabile che in origine fosse dedicato a Zeus o ad entrambi. Fu probabilmente distrutto da un terremoto nel IV secolo a.C. e ricostruito. L'Heraion aveva anche la funzione di conservare le corone d'alloro che avrebbero coronato i vincitori dell'Olimpiade.
Nel 1877 vi venne trovato l'Hermes con Dioniso, capolavoro di Prassitele, oggi nel locale Museo archeologico.

## Descrizione

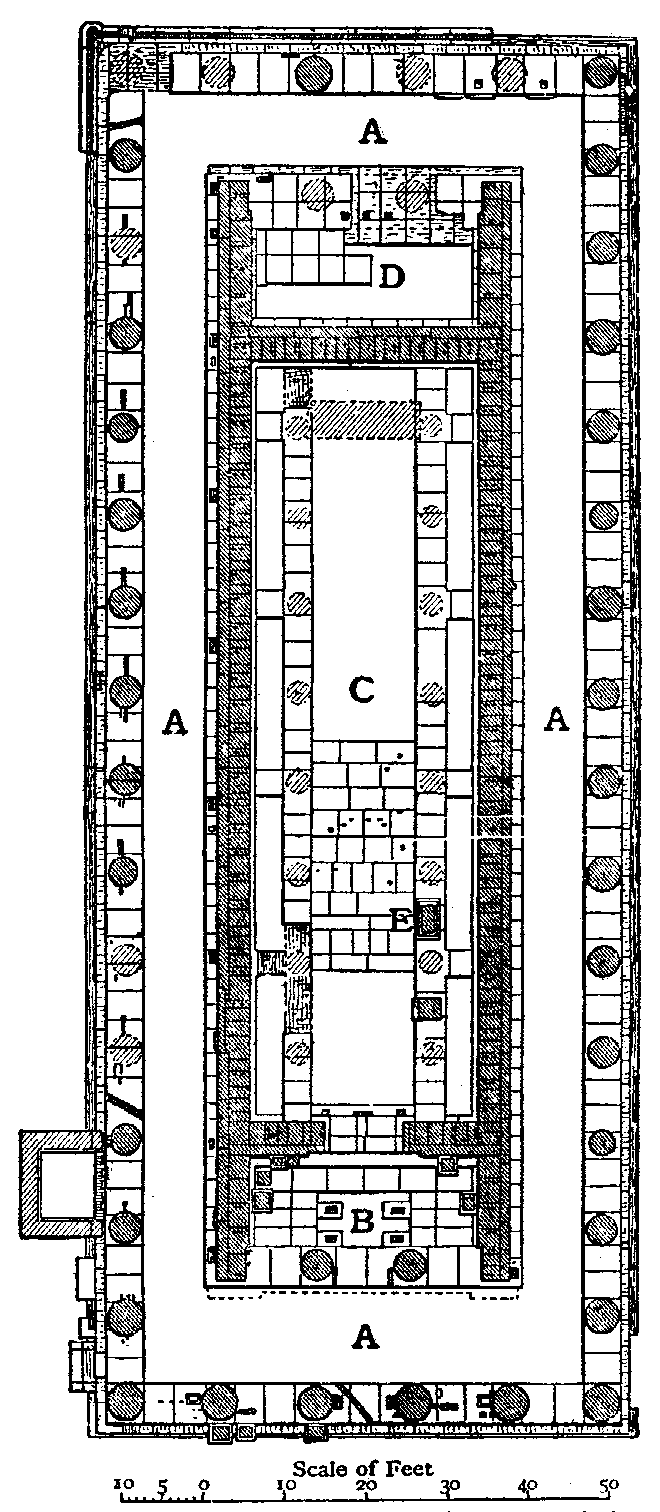
Plan of the Temple of Hera (Olympia), da Encyclopædia Britannica 11th Edition, Vol. 2, 1911

Pur appartenendo ad un periodo arcaico, il grande edificio presentava tutti gli elementi canonici del tempio greco: il naos (cella), il peristilio intorno alla cella, il pronao e l'opistodomo entrambi in antis (con due colonne tra i muri laterali).
La cella era tripartita dal doppio colonnato interno, secondo una soluzione innovativa e precoce che diventerà comune, ma aveva colonne molto vicine alle pareti e alternativamente riunite ad esse con muri divisori a formare una serie di "cappelle" laterali; inoltre c'era corrispondenza tra le colonne interne e quelle esterne del peristilio. In questo modo, lo spazio centrale in cui era collocata la statua di culto era in asse con l'ingresso e quindi ben visibile, la visione del visitatore non era ostacolata dal colonnato centrale come accadeva in templi di età precedente.
Il tempio con 6 colonne doriche sul fronte (periptero esastilo) e 16 colonne sul fianco si presentava molto lungo, venendo a formare le considerevoli dimensioni di 18,76 m per la facciata e 50,01 m per i lati. Si venne così a creare un insolito rapporto tra lunghezza e larghezza, che venne ridotto al rapporto di "analoghìa" di 1 a 2, nell'architettura del periodo classico dei secoli successivi.
Le colonne sono alte 5,20 metri ed il tempio, posto su un unico gradone, doveva apparire piuttosto basso mettendo in risalto l'enorme mole del vicino tempio di Zeus, realizzato successivamente.
Gli intercolumni insolitamente larghi hanno fatto pensare alla presenza di architravi lignei sui quali fossero fissate metope in bronzo. Probabilmente, infatti, l'edificio era originariamente costruito in mattoni crudi per le murature e legno per colonne e parte della trabeazione confermando la tradizionale ipotesi dell'origine lignea di tutto il linguaggio architettonico degli ordini greci, e del dorico in particolare, avanzata fin da Vitruvio e rappresentando comunque un'importante testimonianza della transizione dal tempio in legno a quello in pietra. Pausania, che visitò il tempio nel 176 d.C., nella sua Periegesi della Grecia attesta la presenza nell'opistodomos, di una colonna di legno di quercia, superstite di quelle originarie che erano progressivamente sostituite da altre lapidee, grazie alle donazioni al santuario, determinando una grande varietà di stili, diametri e materiali, tutt'oggi rilevabile dai reperti: le colonne più antiche (VI secolo a.C.) appaiono tozze e dotate di abaco ed echino molto aggettanti, mentre le più recenti sono più esili, avendo un diametro di base minore rispetto a quelle precedentemente descritte, e possiedono capitelli meno aggettanti. Inoltre alcune sono monolitiche ed altre divise in molti rocchi. Il pavimento era realizzato in una sorta di rudimentale cocciopesto.
Le tegole del rivestimento del tetto, di cui rimangono alcuni frammenti, erano in terracotta e sistemate nella maniera detta "laconica". In terracotta erano anche le antefisse e l'acroterio policromo.
Le colonne superstiti sono state rialzate durante la riscoperta e gli scavi archeologici tedeschi.

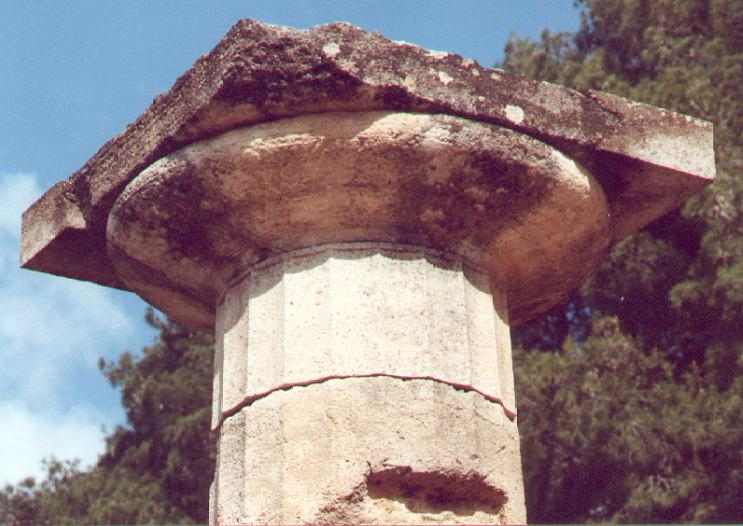
capitello dorico del tempio di Era

Nei pressi del tempio è stata ritrovata una testa di Era, forse appartenente al colossale simulacro della dea conservato nella cella e posto accanto ad una similare statua di Zeus, e un frammento di acroterio a disco probabilmente facente parte della decorazione frontonale mentre non è stata ritrovata alcuna delle altre sculture ricordate da autori, come il frontone con l'altorilievo di una sfinge.